# Stanislav Valehrach

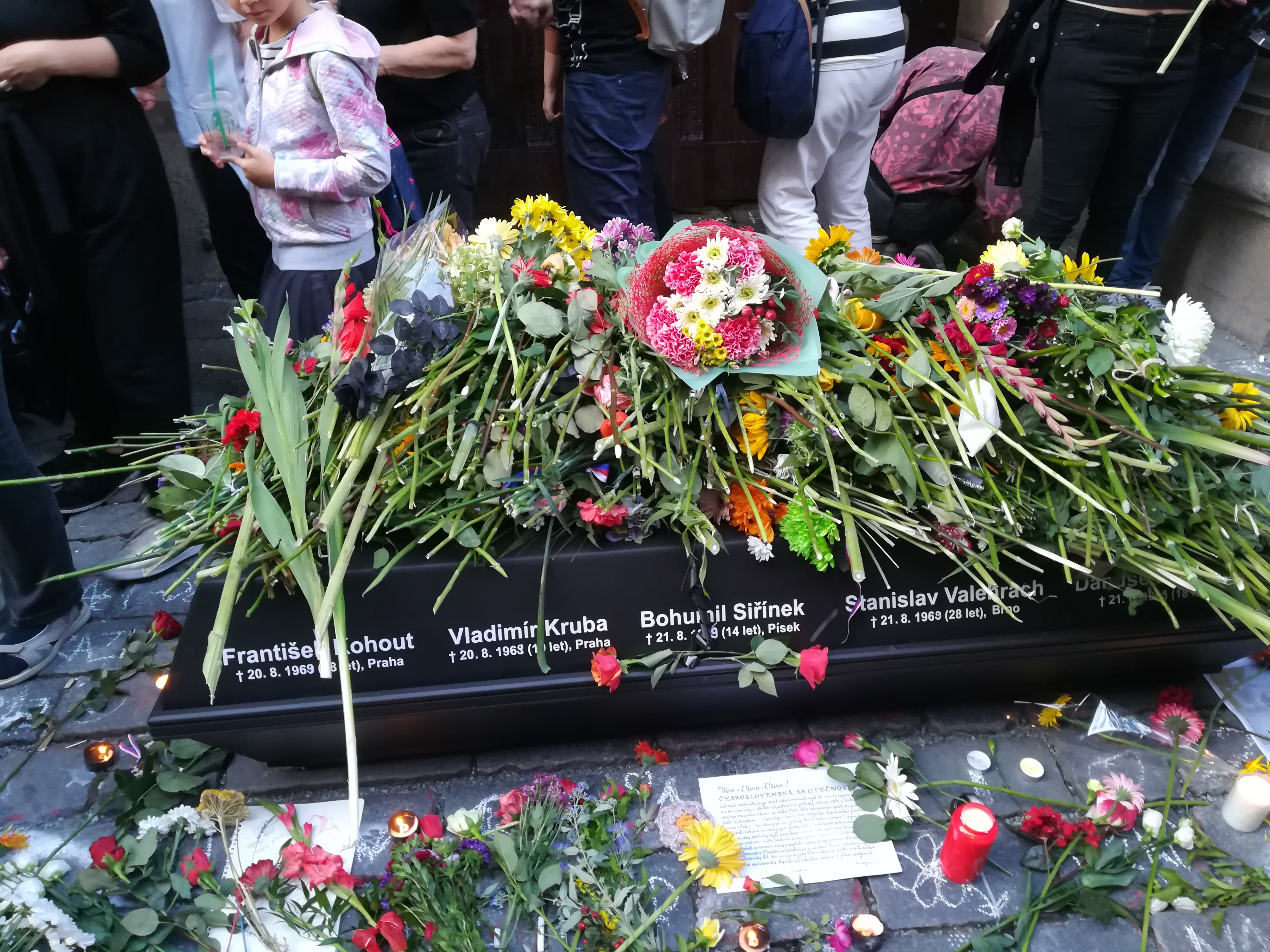
Symbolická rakev se jmény pěti obětí usmrcených pořádkovými silami 20. srpna 1969 a 21. srpna 1969 při potlačování demonstrací v Praze a Brně

Stanislav Valehrach (30. dubna 1941 Kovalovice – 21. srpna 1969 Brno) byl jednou ze dvou brněnských obětí při potlačování demonstrací k 1. výročí obsazení ČSSR vojsky Varšavské smlouvy (resp. sovětské okupace).

## Úmrtí
Tehdy bylo v Brně pořádkovými silami při „eliminaci“ demonstrací postřeleno celkem 8 osob a byli zde i dva mrtví: osmnáctiletá Danuše Muzikářová a osmadvacetiletý Stanislav Valehrach. Stanislav Valehrach se vracel přes centrum Brna domů z práce (byl dřevomodelářem). V Orlí ulici jej u bývalého kláštera voršilek zasáhla zezadu kulka přímo do srdce. Jeho pohřbu se účastnily stovky lidí navzdory skutečnosti, že tento smuteční akt byl monitorován příslušníky tajné Státní bezpečnosti (StB). Střílel buď někdo z milicionářů nebo z příslušníků SNB, neboť vojáci základní služby byli vyzbrojeni samopaly. Pachatelé střelby nebyli nikdy vypátráni.

## Pamětní deska

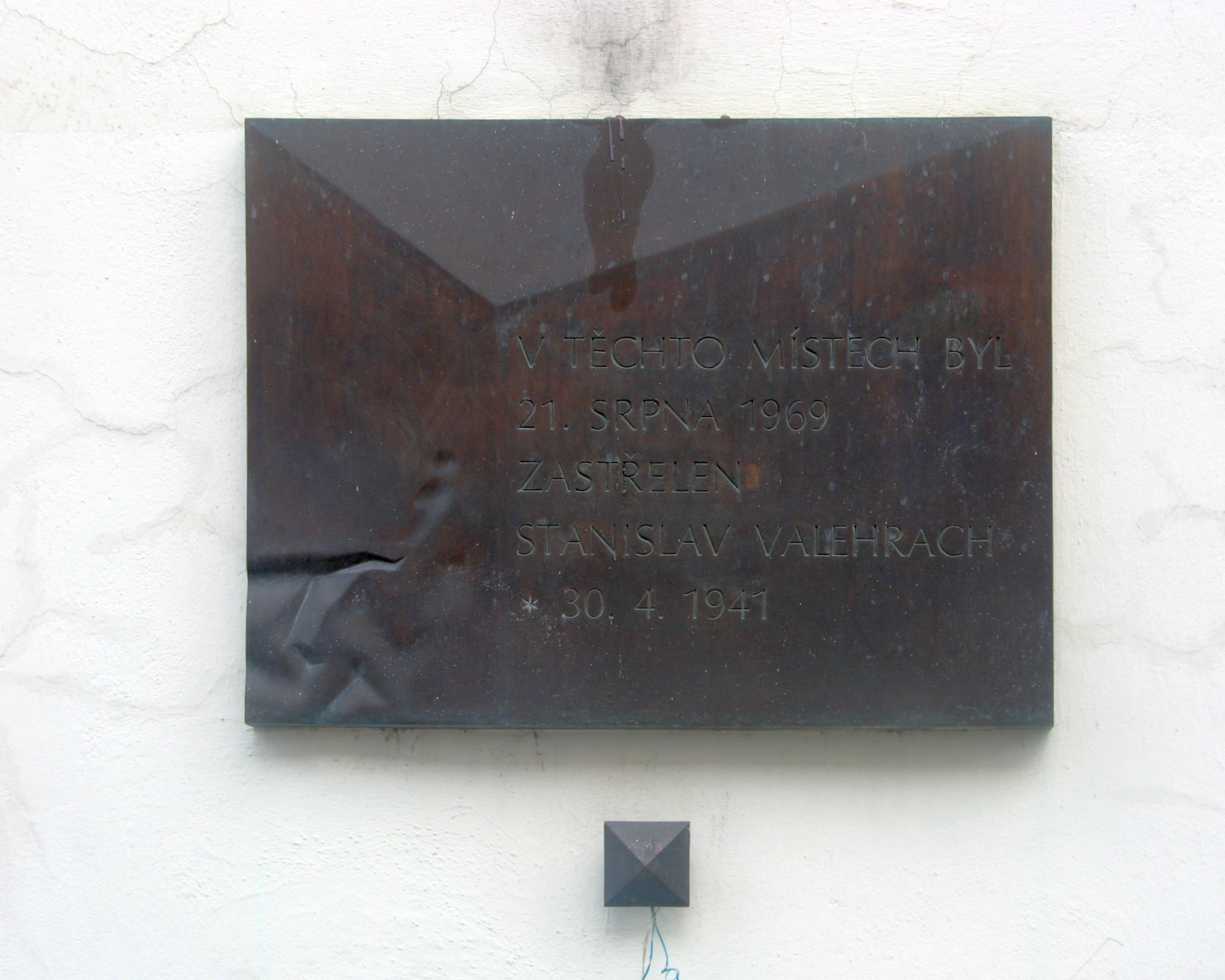
Pamětní deska v ulici Orlí v Brně

Na nárožním průčelí ulic Orlí 516/20 a Josefská 516/1 v Brně byla v roce 1991 umístěna na fasádě bývalého kláštera voršilek pamětní deska s nápisem: V TĚCHTO MÍSTECH BYL / 21. SRPNA 1969 / ZASTŘELEN / STANISLAV VALEHRACH / * 30. 4. 1941. Autorem pamětní desky je Jiří Sobotka. Pamětní deska je zhotovena z bronzu, má obdélníkový tvar (orientace na šířku) a je mírně vydutá tak, že ve zlatém řezu symbolizuje československou vlajku. V levém dolním rohu je umístěna prolisem silně zjednodušená symbolická postava padajícího bojovníka. Výše uvedený nápis je do pamětní desky vyryt. Pamětní deska je zpracována stejně jako pamětní desky Viliama Debnára v Jedovnické ulici a Danuše Muzikářové na Moravském náměstí; Debnár byl obětí 21. srpna 1968, zatímco Muzikářová zemřela ve stejný den jako Valehrach.

## Ocenění
V roce 2009 mu byla in memoriam udělena Cena Václava Bendy.